# Viktorie Ondrová
Viktorie Ondrová (Poděbrady, 24 giugno 2005) è un'astista ceca.

## Biografia
Rappresenta per la prima volta la Repubblica Ceca nel 2021 ai campionati europei under 20 di Tallinn riuscendo a qualificarsi per la finale del salto con l'asta, dove però conclude la gara con tre prove nulle. Nel 2022 è medaglia d'argento ai campionati europei under 18 di Gerusalemme, città nella quale l'anno successivo partecipa ai campionati europei under 20, senza però riuscire a superare la fase delle qualificazioni.
Nel 2024 prende parte ai campionati mondiali under 20 di Lima, chiudendo la gara in fase di qualificazione. Nel 2025, dopo essersi laureata campionessa ceca del salto con l'asta al coperto, conquista la medaglia d'oro ai campionati europei under 23 di Bergen con la misura di 4,45 m, settima misura assoluta di sempre per un'atleta ceca.

## Progressione

### Salto con l'asta
| Stagione | Misura | Luogo       | Data      | Rank. Mond. |
| -------- | ------ | ----------- | --------- | ----------- |
| 2025     | 4,45 m | Bergen      | 20-7-2025 |             |
| 2024     | 4,32 m | Hof         | 20-7-2024 |             |
| 2023     | 4,30 m | Tábor       | 30-7-2023 |             |
| 2022     | 3,95 m | Gerusalemme | 7-7-2022  |             |
| 2022     | 3,95 m | Ostrava     | 15-5-2022 |             |
| 2021     | 4,05 m | Ostrava     | 23-5-2021 |             |
| 2021     | 4,05 m | Kladno      | 19-6-2020 |             |
| 2020     | 3,88 m | Praga       | 30-6-2020 |             |
| 2019     | 3,60 m | Praga       | 24-8-2019 |             |

## Palmarès
| Anno | Manifestazione               | Sede        | Evento           | Risultato      | Prestazione | Note |
| ---- | ---------------------------- | ----------- | ---------------- | -------------- | ----------- | ---- |
| 2021 | Campionati europei under 20  | Tallinn     | Salto con l'asta | Finale         | nm          |      |
| 2022 | Campionati europei under 18  | Gerusalemme | Salto con l'asta | Argento        | 3,95 m      |      |
| 2023 | Campionati europei under 20  | Gerusalemme | Salto con l'asta | Qualificazioni | 3,80 m      |      |
| 2024 | Campionati mondiali under 20 | Lima        | Salto con l'asta | Qualificazioni | 3,80 m      |      |
| 2025 | Campionati europei under 23  | Bergen      | Salto con l'asta | Oro            | 4,45 m      |      |

## Campionati nazionali
- 1 volta campionessa ceca assoluta del salto in alto indoor (2025)
- 1 volta campionessa ceca under 23 del salto con l'asta (2022)
- 2 volte campionessa ceca under 20 del salto con l'asta (2023, 2024)
- 2 volte campionessa ceca under 20 del salto con l'asta indoor (2023, 2024)
- 1 volta campionessa ceca under 18 del salto con l'asta (2021)
- 2 volte campionessa ceca under 18 del salto con l'asta indoor (2021, 2022)

2021
- 6ª ai campionati cechi assoluti indoor, salto con l'asta - 3,90 m
- Oro ai campionati cechi under 18 indoor, salto con l'asta - 3,86 m
- Oro ai campionati cechi under 18, salto con l'asta - 4,05 m
- 8ª ai campionati cechi assoluti, salto con l'asta - 3,70 m

2022
- Oro ai campionati cechi under 18 indoor, salto con l'asta - 3,56 m
- Argento ai campionati cechi under 18, salto con l'asta - 3,55 m
- Oro ai campionati cechi under 23, salto con l'asta - 3,93 m

2023
- 9ª ai campionati cechi assoluti indoor, salto con l'asta - 3,80 m
- Oro ai campionati cechi under 20 indoor, salto con l'asta - 4,12 m
- Oro ai campionati cechi under 20, salto con l'asta - 4,20 m
- Argento ai campionati cechi assoluti, salto con l'asta - 4,30 m

2024
- Nessuna misura valida ai campionati cechi assoluti indoor, salto con l'asta
- Oro ai campionati cechi under 20 indoor, salto con l'asta - 3,82 m
- Oro ai campionati cechi under 20, salto con l'asta - 4,05 m
- Bronzo ai campionati cechi assoluti, salto con l'asta - 4,31 m

2025
- Oro ai campionati cechi assoluti indoor, salto con l'asta - 4,26 m
- Nessuna misura valida ai campionati cechi under 23, salto con l'asta